# 9388 Takeno
9388 Takeno eller 1994 EH2 är en asteroid i huvudbältet som upptäcktes den 10 mars 1994 av den japanska astronomen Takao Kobayashi vid Ōizumi-observatoriet. Den är uppkallad efter Hyoichiro och Setsuo Takeno.
Asteroiden har en diameter på ungefär 4 kilometer.